# 1136 Мерседес
1136 Мерседес (1136 Mercedes) — астероїд головного поясу, відкритий 30 жовтня 1929 року.
Тіссеранів параметр щодо Юпітера — 3,369.